# Princesa de Asturias (1903)
Le Princesa de Asturias est un croiseur cuirassé de la classe Cardenal Cisneros de l’Armada espagnole, qui a été baptisé en l’honneur de la sœur d’Alphonse XIII d’Espagne, María de las Mercedes, titrée princesse des Asturies.

## Construction
Alors que la fin du XIXe est marquée en Espagne par le désastre de la guerre hispano-américaine de 1898, les chantiers navals gaditans mettent à la mer de nombreux navires, dont le Princesa de Asturias.
Le navire est créé à l’Arsenal de la Carraca.
La construction du Princesa de Asturias a été réalisée à partir du plan naval de l’amiral Alejandro Rodríguez Arias y Rodulfo (es), approuvé par les Cortes le 12 janvier 1882, avec à la base le même projet que les navires de la classe Infanta María Teresa.